# 池田隆治
池田 隆治（いけだ りゅうじ）は、日本の機械工学者・教育工学者。大阪工業大学工学部機械工学科ものづくりセンター(MONOLAB)元副センター長。機械工学科同窓会2018会長。大阪工業大学校友会2022-2024会長。学校法人常翔学園評議員。
専門は、機械計測工学・金属切削加工、ものづくり学・教育工学。

## 略歴
1985年大阪工業大学工学部機械工学科卒業（増尾竜一計測研究室）。三菱重工業技師などを経て、大阪工業大学機械工学科に着任し、機械実習工場（現：ものづくりセンター）技師。2008年ものづくりセンター(MONOLAB)副センター長。 2017年機械工学科計測研究室同窓会「竜の子会/Mの会」 世話人。2018年機械工学科同窓会会長。
2022年大阪工業大学校友会会長
および常翔学園評議員。2024年大阪工業大学退職。
大阪工業大学工学部機械工学科にて40年近くの長きに渡り、ものづくりセンター(MONOLAB)で機械教育工学として指導・育成を行い、特に2008年同センター立ち上げ時に、「大阪工大人力飛行機プロジェクト」をわずか部員3名からスタートさせ、近年の鳥人間コンテスト選手権大会強豪校にまで育て上げ、機械工学とものづくり学の融合教育の育成に貢献した。ものづくりセンター副センター長、機械工学科同窓会会長、大阪工業大学校友会会長を歴任し、同大学法人グループの常翔学園評議員も務める。
主な所属学会は、日本機械学会、計測自動制御学会、日本工学教育協会など。

## 主な研究
- ダイカストを用いたものづくり実習の実践
- 現代産業に即した軽金属鋳物教育について: 鋳物の基礎からダイカストまで (ものつくり教育-II)
- 大阪工業大学 MONOLAB. ロボットプロジェクトの二足歩行ロボットを使った短期集中型ものづくり教育IV
- 大阪工業大学 MONOLAB. ロボットプロジェクトのチームプレイを学ぶための試み
- 八尾ロボットコンテストを用いた短期集中型ものづくり教育の効果分析
- 創造教育科目エンジニアリングプラクティスの導入とその効果